# 3615 Safronov
3615 Safronov eller 1983 WZ är en asteroid i huvudbältet som upptäcktes den 29 november 1983 av den amerikanske astronomen Edward L.G. Bowell vid Anderson Mesa Station. Den är uppkallad efter den sovjetiske astronomen Viktor Safronov.
Asteroiden har en diameter på ungefär 25 kilometer och den tillhör asteroidgruppen Themis.